# 야마모토 에미
야마모토 에미(일본어: 山本 絵美, 1982년 3월 9일 ~ )는 일본의 여자 축구 선수이다.

## 국가대표팀 경력
그녀는 2003년 1월 12일 미국과의 경기에서 일본 국가대표팀에 데뷔했다. 2003년 FIFA 여자 월드컵, 2004년 하계 올림픽에도 출전했다. 그녀는 2004년까지 국제 A매치 22경기에 출전, 4득점을 넣었다.

## 통계
| 일본 | 일본 | 일본 |
| 연도 | 출전 | 득점 |
| ---- | ---- | ---- |
| 2003 | 14   | 1    |
| 2004 | 8    | 3    |
| 통산 | 22   | 4    |